# Physacanthus
Physacanthus es un género de plantas con flores perteneciente a la familia Acanthaceae. El género tiene dos especies aceptadas de hierbas, naturales de las zonas tropicales de  África.

## Taxonomía
El género fue descrito por  George Bentham y publicado en Genera Plantarum 2: 1085. 1876. La especie tipo es: Physacanthus inflatus C.B. Clarke (sin. Physacanthus batanganus (G. Braun & K. Schum.) Lindau. 
Physacanthus es aparentemente el producto de una antigua hibridación entre Acantheae y Ruellieae, y tiene caracteres de las dos tribus: no hay cistolitos (pelos urticantes), como en la primera, pero el polen tiene aperturas germinativas compuestas, como en la última.

## Especies
- Physacanthus batanganus (G. Braun & K. Schum.) Lindau , in Schlechter, Westafr. Kautschuk-Exped., 1899-1900, 315, 1900
- Physacanthus nematosiphon (Lindau) Rendle &Britton, J. Bot., 47: 378, 1909